# Kultura znásilnění
Kultura znásilnění (anglicky rape culture) je sociologický pojem popisující takové společenské poměry, ve kterých jsou sexuální nátlak a násilí (typicky páchané muži na ženách) normalizovány, omlouvány a zlehčovány.
S kulturou znásilnění se často pojí některé typy chování jako obviňování oběti (victim blaming), tedy přenášení viny na oběti tohoto násilí či nátlaku, tendence přičítat jim zodpovědnost na znásilnění, dále tzv. slut shaming, tedy odsuzování či kritizování lidí za jejich chování nebo vzezření odporující očekáváním či požadavkům ohledně slušnosti, cudnosti (uplatňované zpravidla na ženách). Dále s ní souvisí sexuální objektifikace, což znamená zacházení s lidmi jako s objekty sexuální touhy coby formu dehumanizace, zlehčování a vtipkování o sexuálním násilí, stereotypizace ženských a mužských sexuálních rolí či neochota brát nařčení ze znásilnění vážně a nepřiměřené poukazování na případy falešných obvinění, případně věnování větší pozornosti tomu, jaký vliv by mohl mít případný postih na život pachatele, nežli újmě způsobené samotným činem jeho oběti. V souvislosti se stereotypním vnímáním mužských a ženských rolí se někdy konání pachatelů zlehčuje tzv. přirozeností agrese a až nezvladatelné sexuální touhy u mužů, mužům je připisována dominantní role, zatímco ženám role submisivní a sexuální nátlak akceptující. Důsledkem, resp. součástí kultury znásilnění pak bývá nižší míra stíhání, odsuzování i udělování nižších trestů v souvislosti s domněle sníženou závažností daného činu.
Kultura znásilnění jako teoretický koncept má svůj původ v 70. letech 20. století během druhé vlny feminismu, kdy feministické hnutí upozorňovalo na četnost sexuálního násilí páchaného na ženách ve Spojených státech amerických. Na kulturu znásilnění se zaměřují některá společenská hnutí jako SlutWalk či Me Too.